# Полосатые акулы
Полосатые акулы (лат. Paragaleus) — род хрящевых рыб семейства большеглазых акул отряда кархаринообразных. Обитают в тропических и субтропических водах всех океанов. Это некрупные рыбы длиной менее 96 см. У них закруглённое рыло, короткие жаберные щели и овальные глаза, вытянутые по горизонтали. Позади расположены небольшие брызгальца. Рот короткий и широко изогнутый в виде арки.  У верхних зубов имеется длинное остриё. Основание первого спинного плавника расположено между основаниями грудных и брюшных плавников. У края верхней лопасти хвостового плавника имеется вентральная выемка. Спинные и брюшные плавники, а также нижняя лопасть хвостового плавника серповидной формы. Рацион состоит из мелких костистых рыб и беспозвоночных. Не представляют опасности для человека. Название рода происходит от слов греч.  πλευρά — «сторона» и греч. γαλεός — «акула».

## Классификация
К роду в настоящее время относят 4 существующих вида:
- Paragaleus leucolomatus Compagno & Smale, 1985
- Paragaleus pectoralis Garman, 1906 — атлантическая полосатая акула, или жёлтополосая акула
- Paragaleus randalli Compagno, Krupp & K. E. Carpenter, 1996
- Paragaleus tengi J. S. T. F. Chen, 1963 — китайская полосатая акула

и два вымерших:
- † Paragaleus pulchellus
- † Paragaleus antunesi